# اچ‌نوام‌اس میگ
اچ‌نوام‌اس میگ (به انگلیسی: HNoMS Myg) یک کشتی است. این کشتی در سال ۱۸۹۹ ساخته شد.